# Anton Bayr (Orgelbauer)
Anton Bayr (* 1716 in Heidingsfeld; † 22. April 1792 in München) war ein deutscher Orgelbauer in der Rokoko-Zeit.

## Leben
Bayr wurde 1716 im unterfränkischen Heidingsfeld bei Würzburg geboren. Im Winter 1744/45 übernahm er die Werkstatt seines Kollegen Philipp Hillenbrand. Im gleichen Jahr erhielt er das Münchner Bürgerrecht. In seiner Wirkungszeit baute er über 150 Orgeln, beispielsweise im Kloster Schäftlarn, im Kloster Tegernsee, im Kloster Neustift in Freising oder im Kloster Raitenhaslach.
Bei einer Restaurierung wurde die Baunummer 1 des Orgelbaumeisters identifiziert und seine Geschichte erforscht. Diese Orgel wurde am 24. September 1745 im Franziskanerkloster Ellingen fertiggestellt. Nach der Schließung des Klosters durch Feldmarschall Carl Philipp von Wrede im Jahre 1818 und der Säkularisation wurde die Orgel an die Pfarrkirche von Walting abgegeben. Nach mehrfachen Umbauten und Modernisierungen verfiel die Orgel und galt als kaum mehr spielbar. Deshalb wurde sie 1999 durch einen Neubau ersetzt. Die Orgel kam schließlich in das Orgelzentrum Valley und wurde dort von Sixtus Lampl restauriert.

## Werke (Auswahl)
Von Bayr sind 37 erhaltene Orgeln bekannt.
| Jahr     | Ort                          | Kirche                                                                                      | Bild | Manuale | Register | Bemerkungen |
| -------- | ---------------------------- | ------------------------------------------------------------------------------------------- | ---- | ------- | -------- | --- |
| 1745     | Ellingen                     | Franziskanerkloster Ellingen                                                                |      |         |          | Befindet sich heute im Orgelzentrum Valley. |
| 1747     | Binabiburg                   | St. Salvator                                                                                |      | I       | 9        | |
| 1750     | Tading (Forstern)            | Pfarr- und Wallfahrtskirche Mariä Himmelfahrt                                               |      | I       | 5        | Heute in Reithofen bei Erding |
| 1751     | St. Ulrich am Pillersee      | Pfarrkirche St. Ulrich am Pillersee                                                         |      | I       | 8        | [ 2 ] |
| 1756     | Rosenheim                    | Heilig-Geist-Kirche                                                                         |      | I       | 5        | 1996 von Orgelbau Linder restauriert. |
| 1758     | Wemding                      | Maria Brünnlein                                                                             |      | I       | 14       | Gehäuse erhalten; Neubau Steinmeyer 1923 |
| ca. 1762 | Schäftlarn                   | Benediktinerabtei                                                                           |      | II      | 21       | Im alten Gehäuse Neubau durch Orgelbau Vleugels, 1996 |
| 1763     | Ebersberg                    | St. Sebastian                                                                               |      | II      | 16       | Gehäuse erhalten. |
| 1764     | Wasserburg am Inn            | St. Jakob                                                                                   |      | II      | 27       | nicht erhalten |
| 1764     | Going am Wilden Kaiser       | Pfarrkirche Going                                                                           |      | I       | 6        | |
| 1769     | Marienberg bei Raitenhaslach | Wallfahrtskirche                                                                            |      | I/P     | 11       | → Orgel |
| 1769     | Kloster Attel                | ehemalige Klosterkirche St. Michael                                                         |      | II/P    | 16       | 2013 Neubau durch Orgelbau Linder mit II/24 unter Beibehaltung der noch vorhandenen Anton-Bayr-Substanzen (Pfeifenwerk, Gehäuse, Dächer, Rückwand etc.). → Orgel                                  |
| um 1770  | Mühldorf am Inn              | St. Nikolaus                                                                                |      |         |          | |
| 1779     | Hopfgarten im Brixental      | Pfarrkirche Hopfgarten im Brixental                                                         |      | I/P     | 10       | nicht erhalten, seit 1998 Orgel von Metzler Orgelbau |
| 1782     | München                      | Theatinerkirche (München)                                                                   |      | I       | 14       | nur das Gehäuse erhielt sich bis zur kriegsbedingten Zerstörung 1945 |
| 1783     | Mallersdorf                  | Kloster- und Pfarrkirche St. Johannes Evangelist                                            |      | II/P    | 18       | Prospekt mit Engelskonzert von Christian Jorhan d. Ä. 1895 Neubau von Binder und Siemann im historischen Gehäuse von 1783 1985 Neubau von Manfred Mathis im historischen Gehäuse von 1783 → Orgel |
| ca. 1785 | Attel am Inn                 | Wallfahrtskirche Zu unserem Herrn in Elend, 1786 wegen Bauschäden aufgegeben und abgetragen |      |         |          | Gehäuse in Schwindkirchen (Bild) erhalten. |
| 1790     | München-Forstenried          | Heilig Kreuz                                                                                |      | I/P     | 9        | Gehäuse erhalten, Werk von Georg Jann, 1978 |
| 1790     | Beyharting                   | Ehem. Stifts- und heutige Pfarrkirche St. Johann Baptist                                    |      | II      | 19       | Gehäuse erhalten, Werk von Anton Staller, Grafing, 1981 |